# Villa Isnard
Villa Isnard è una villa situata in via Sant'Ilario a Cascina, vicino a Pisa.

## Storia e descrizione
Conosciuta localmente anche come "Villa Steiner", fu costruita nei primi anni del Novecento per volere dell'ereditiera francese Maria Isnard, che vi abitò dopo aver sposato nel 1892 il medico Aurelio Bianchi.
Fu frequentata da molte famiglie nobili pisane ed anche dalla nobiltà europea. È noto che ebbe modo di frequentare la residenza anche il giovane pioniere dell'aviazione Giuseppe Cei, il quale fu avviato agli studi dalla famiglia Bianchi e da alcuni ritenuto l'amante della signora.
La villa è oggi abbandonata e non visitabile.
Architettonicamente si presenta con un caratteristico tetto spiovente color ardesia ed è costituita da finestre strette e lunghe con una torretta centrale. Il genere architettonico della villa è tipico della Costa Azzurra e si differenzia in modo netto dagli edifici circostanti. All'interno era arredata in modo elegante: era presente un salotto giapponese, una camera egiziana ed una sala degli specchi.